# شهرستان کواهوما (میسیسیپی)
شهرستان کواهوما، میسیسیپی (به انگلیسی: Coahoma County, Mississippi) یک سکونتگاه مسکونی در ایالات متحده آمریکا است که در ایالت میسیسیپی واقع شده‌است.